# Карлсхорст
Карлсхорст (на немски: Karlshorst) е жилищен квартал/район (ortteil), част от окръг (bezirk) Лихтенберг (Lichtenberg) в Берлин, Германия.
В квартала е разположена главната квартира на Червената армия по време на Битката за Берлин през Втората световна война.
Там фелдмаршал Вилхелм Кайтел, главнокомандващ Вермахта, подписва капитулацията на германската армия на 8 май 1945 година.